# Girobusz
A girobusz elektromos autóbusz, mely az energia tárolására nem akkumulátort, hanem nagyméretű lendkereket használt, amely kinetikus (mozgási) energia formájában tárolja az energiát. A járművet a svájci Maschinenfabrik Oerlikon (MFO) fejlesztette ki az 1950-es években és szabadalmaztatta. A cég 1950–1956 között gyártott ilyen járműveket.

## Műszaki leírás
Az autóbusz kerekei, valamint a lendkerék tengelye egy-egy elektromos forgógéppel vannak összekapcsolva, mely mind villamos motor, mind pedig generátor üzemmódban képes működni. A lendkerék forgási energiáját tehát nem közvetlenül mechanikai úton vezetik a kerekekhez, hanem először villamos energiává alakítják a lendkerékre kapcsolt villamos gépen, majd a kerekeket hajtó villamos motorhoz vezetik.
A járműkonstrukció jelentősége többrétű:
A gyártó által szabadalmaztatott „elektrogiroszkóp” a tengelykivezetésén egy nagyteljesítményű, 250 kW-os aszinkron villamos géppel hatalmas teljesítményátvitelt képviselt, vagyis egy hagyományos ólomakkumulátor feltöltési idejéhez képest az energiatároló csekély idő alatt „felpörgethető” volt, feltéve, hogy nagy teljesítménnyel terhelhető elektromos hálózat állt rendelkezésre.
A korabeli adatok szerint az autóbusz másfél perces feltöltéssel maximálisan 6 kilométer megtételére volt képes. Legnagyobb sebessége 50 km/h volt. A feltöltés minden esetben egy-egy megállóban történt, az afölött elhelyezett gyorstöltő oszlopról (gyrobus power pole). Tipikusan 4 kilométerenként építették ki a töltőpontokat az útszakaszok biztos megtétele érdekében.
Az elektrogiroszkóp egy acélházba zárt nagyszilárdságú acél tárcsát tartalmaz, mely gördülőcsapágyakon forog.
A lendkerékház hermetikusan zárt egységet képez, és légkörinél alacsonyabb nyomáson hidrogénnel van feltöltve, így a levegősúrlódása a forgó tárcsának minimális. Az elektrogiroszkópban tárolt hasznos energia maximuma 5 kWh volt, melynél az 1,5 tonnás lendkerék kb. 3000-es percenkénti fordulattal forgott. A lendkerék csapágyazása önolajozó, olajhűtővel felszerelt, e két segédberendezés az SKF csapágygyártó cég fejlesztéseként került beépítésre. A lendkerék statikus energiavesztesége, mely főleg a csapágysúrlódásból ered, kb. 12 óra alatt állította meg a megengedett mértékig felpörgetett forgó tárcsát. A lendkerék üzemi induló fordulatszáma, mely a "lemerült állapotnak" felelt meg: 2100 1/perc volt.
A giroszkóp felpörgetése 500 voltos effektív feszültségű háromfázisú hálózatról történt, mégpedig a jármű tetején lévő, hidraulikusan működtetett, felnyíló áramszedők csatlakoztatásával. Ezen kívül a jármű jobb oldalán két kisméretű áramszedő is ki volt alakítva, mellyel (a fedélzeti akkmumulátor közreműködésével) az oszlop töltőreléjét lehetett vezérelni, és védőföldelést biztosítani a kocsitestnek. A jármű hajtáslánca energia-visszatáplálásra (rekuperáció) volt képes.

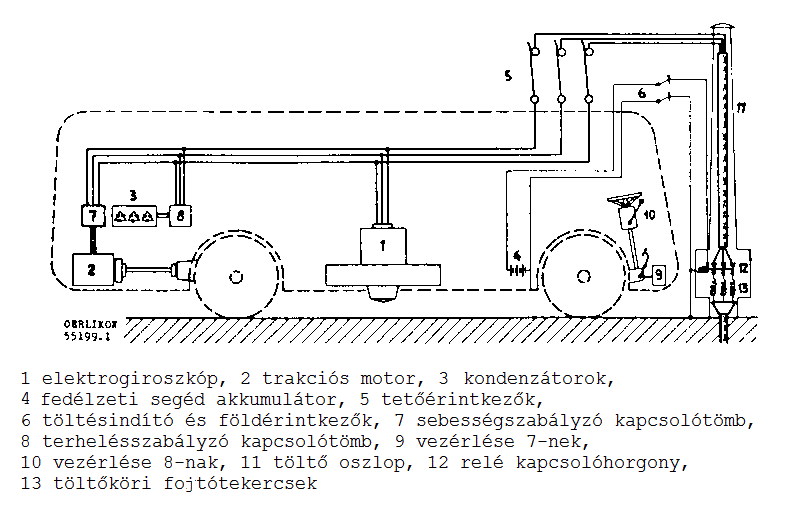
A jármű elektromos hálózata

## Alkalmazási területek
Belgiumon és Svájcon kívül az akkori belga gyarmatbirtokon, az afrikai Belga Kongóban is közlekedtek ilyen, tömegközlekedésben szolgálatot teljesítő járművek. Az energiatároló megoldás tartósságát dicséri több járműnél a 750 000 megtett kilométer. A konstrukció kezdetleges problémái miatt nem maradt piacképes. A gyártmányok legfőbb típusbetegsége a kevésbé tartós könnyített alváz volt, melyre a hatékony energiafelhasználás miatt volt szükség. Egyéb probléma a megállókban eltöltött némileg hosszabb várakozási idő, valamint a lendkerék túlpörgésének kérdése. A hatótáv csak nagyobb giroszkóp-fordulatszám alkalmazásával lenne növelhető, melynek szilárdságtani, anyagszerkezeti határai vannak (lendkerék-robbanás veszélye).
Továbbá az is kérdéses, mennyivel drágább, mint egy trolibuszvonal telepítése. Amellett, hogy a girobusz elektromos táphálózata környezeti hatásoknak nincs számottevően kitéve (lévén, hogy földvezetéken szállítják az energiát), a hálózattelepítés költségessége is kevésbé érzékelhető. Legalábbis az akkori (1950 körüli) táphálózat telepítéshez képest, amikor is a meglévő fogyasztói elektromos hálózat sokkal kisebb igények kielégítésére szolgált, így erre nem lehetett rácsatlakozni.